# Korányi Mátyás
Korányi Mátyás, Kronenberger (Szeged, 1910. február 9. – 1967. november 11.) válogatott labdarúgó, jobbszélső. Testvérei szintén labdarúgók, Korányi Lajos magyar, Korányi Dezső francia válogatott játékos volt.

## Pályafutása

### Klubcsapatban
1930-ban az Újszegedi TC-ből igazolt a Szeged FC-hez. Gyors, jól kombináló játékos volt, aki jól adott be és lövései is gólveszélyesek voltak.

### A válogatottban
1932 és 1935 között négy alkalommal szerepelt a magyar labdarúgó-válogatottban.

## Statisztika

### Mérkőzései a válogatottban
| Magyarország | Magyarország      | Magyarország                    | Magyarország  | Magyarország | Magyarország | Magyarország | Magyarország | Magyarország |
| #            | Dátum             | Helyszín                        | Hazai         | Eredmény     | Vendég       | Kiírás       | Gólok        | Esemény      |
| ------------ | ----------------- | ------------------------------- | ------------- | ------------ | ------------ | ------------ | ------------ | ------------ |
| 1.           | 1932. október 2.  | Budapest, Üllői úti pálya       | Magyarország  | 2 – 3        | Ausztria     | barátságos   | -            |              |
| 2.           | 1932. október 30. | Budapest, Hungária körúti pálya | Magyarország  | 2 – 1        | Németország  | barátságos   | -            |              |
| 3.           | 1935. május 12.   | Budapest, Üllői úti pálya       | Magyarország  | 6 – 3        | Ausztria     | barátságos   | -            |              |
| 4.           | 1935. május 19.   | Párizs                          | Franciaország | 2 – 0        | Magyarország | barátságos   | -            |              |
|              | Összesen          |                                 |               | 4            | mérkőzés     |              | 0            | gól          |